# Населённые пункты, вошедшие в состав Ижевска
Населённые пункты, вошедшие в состав Ижевска — перечень населённых пунктов, существовавших на территории современной Ижевска и не являющиеся географическими объектами (или административно-территориальными единицами) административного деления Ижевска.

## История
Согласно городскому уставу, населенные пункты, вошедшие в состав Ижевска, во время расширения его границ, а также районы малоэтажного индивидуального строительства также считаются микрорайонами. Таким образом в пределах городской черты расположено порядка 30 таких микрорайонов.

## Перечень
Некоторые населённые пункты, вошедшие в состав Ижевска:
- Индустриальный район: Владимирский,  Родниковый,  Гвоздика,  Солнечный,  Энергетик,  Утес, Сельхозвыставка,  Автомобилист, Новые Ярушки,  Югдон.
- Ленинский район: Вараксино, Новые Парники,  Воложка,  Липовая роща,  Берёзово, Живсовхоз, Д\О Машиностроителей, Труд-Пчела,  Александрово, Бригада Самолёт,  Учхоз, Шунды,  Выемка, Юровский мыс.

- Октябрьский район: Металлург, Старый Игерман, Новый Игерман, Нагорный дом-интернат,  Сосновый Бор,  Орловское,  Дорожный, Пазелы, Горка.
- Первомайский район: Медведево,  Люлли,  Гольянский посёлок,  Ключевой посёлок,  Костина мельница,  Позимь, Пятилетка.
- Устиновский район: Старки,  Смирново, Ярушки,  Октябри,  Тонково.